# Jessica Houara
Jessica Lucetta Léone Houara-d'Hommeaux (Angers, 29 settembre 1987) è un'opinionista ed ex calciatrice francese, di ruolo difensore.

## Palmarès

### Club

#### Competizioni nazionali
- Campionato francese: 2

Olympique Lione: 2016-2017, 2017-2018
- Coppa di Francia: 2

Paris Saint-Germain: 2009-2010
Olympique Lione: 2016-2017

#### Competizioni internazionali
- UEFA Women's Champions League: 2

Olympique Lione: 2016-2017, 2017-2018

### Nazionale
- Cyprus Cup: 1

2014
- SheBelieves Cup: 1

2017